# Chilthorne Domer
Chilthorne Domer is een civil parish in het bestuurlijke gebied South Somerset, in het Engelse graafschap Somerset met 574 inwoners.

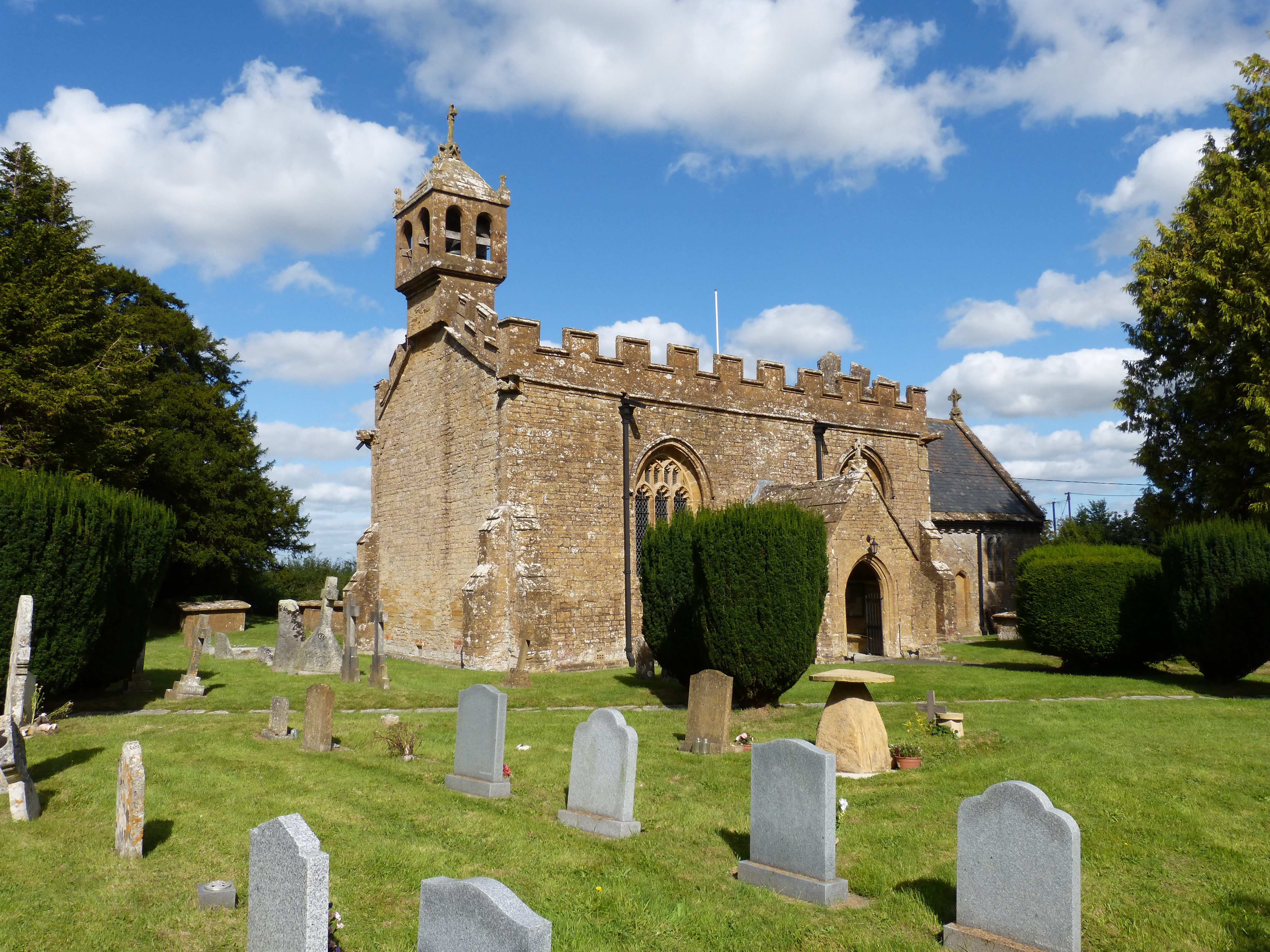
Kerk St. Mary